# Staro selo Drvenik (ruralna cjelina)
Staro selo Drvenik, ruralna cjelina unutar područja današnjeg mjesta Drvenika, općina Gradac.

## Povijest
Staro selo Drvenik nalazi se iznad mjesta Drvenika visoko na padinama planine Rilića, nastavka Biokova. Formirao se na nepristupačnom terenu zbog zaštite od pljački i napada, prvo gusara zatim Turaka. Selo se formiralo na potezu istok-zapad a nekad je bilo okruženo maslinicima i vinogradima. Potpuno je iseljeno nakon potresa 1962.g. Sačuvana je tradicijska arhitektura i organizacija prostora te ima iznimnu ambijentalnu vrijednost s pogledom na Pelješac, Korčulu i istočni rt otoka Hvara.

## Zaštita
Pod oznakom Z-5110 zavedena je kao nepokretno kulturno dobro - kulturno-povijesna cjelina, pravna statusa zaštićena kulturnog dobra, klasificirano kao "kulturno-povijesna cjelina".